# Tandula Jangga (Karera)
Tandula Jangga is een bestuurslaag in het regentschap Oost-Soemba van de provincie Oost-Nusa Tenggara, Indonesië. Tandula Jangga telt 609 inwoners (volkstelling 2010).